# サレ
サレ（Salé、アラビア語: سلا、ベルベル語：ⵙⵍⴰ ）は、モロッコの都市。
アブールグルグ川右岸に位置し、モロッコの首都ラバトと川を挟んで隣接する。ブー・レグレグ川を挟んで北がサレ、南がラバトであり、この2つの町は双子都市として発展してきた。中世のサレはヨーロッパとの交易の中心地となっていた。

## 歴史
サレにはじめて住み始めたのはフェニキア人である。「サレ」の名前はローマ人によって建設されたシェッラー（Shella）に由来すると考えられている。
10世紀頃のサレにはズウナート族の独立政権が存在していたが、1058年にムラービト朝に併合された。1140年代にムワッヒド朝の支配下に入り、ムワッヒド朝が衰退した後はマリーン朝の支配下に置かれる。15世紀には、マリーン朝の有力貴族であるワッタース家がサレを本拠地としていた。1609年以降にスペインから亡命したモリスコたちがサレに住み着いて町を拠点とする海賊となり、彼らは「サレの海賊」として恐れられた。1627年ごろに海賊の自治国家（サレ共和国）が成立し、モロッコの王国はサレから税金が納められる限り、海賊行為を黙認していた。
アラウィー朝のムーレイ・イスマーイールは海賊たちを抑えるため、町の近くにアビド（黒人奴隷で構成される親衛隊）を配置した。サレの独立性は徐々に低下していき、手工業と宗教活動の町に変わっていった。ブー・レグレグ川の沈泥によって港の使用が不可能になると、サレはラバトのベッドタウンとして機能するようになる。ラバトとは橋や渡し舟で往来することができる。

## 経済
サレでは手工業が盛んであり、陶工で知られている。ブー・レグレグ川沿いに建つ陶芸センターには、約20軒の工房が入居している。また、サレはモロッコ最大のござの産地でもある。
ほか、製粉、コルクの製造、魚類の缶詰の製造が行われている。

## 観光

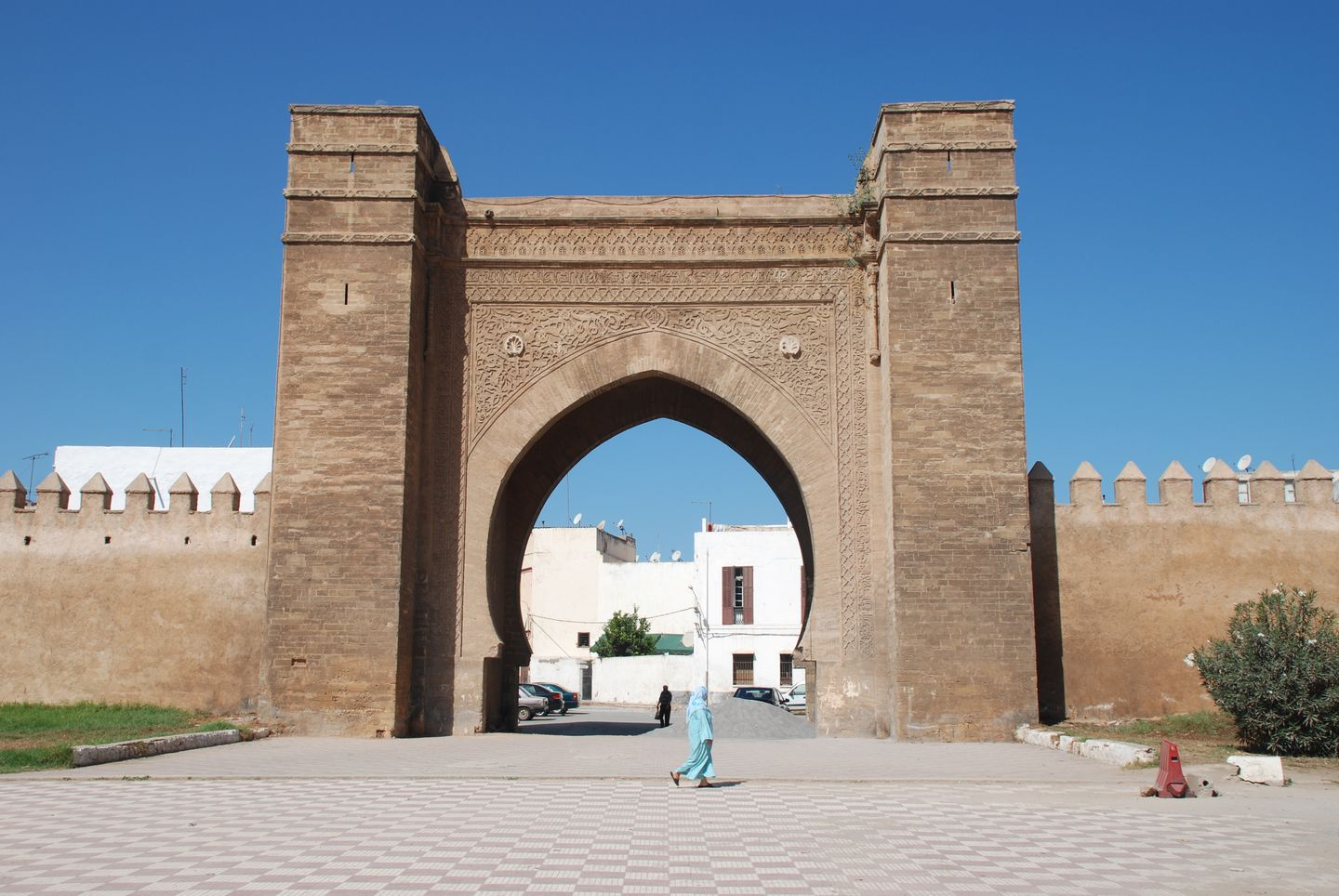
ムリーサ門

サレにはムワッヒド朝時代の大モスクや、1260年に建設されたムリーサ門が残っている。ムリーサ門はかつて内湾の水門として機能しており、1260年代にはマリーン朝の君主アブー・ユースフ・ヤアクーブによって内湾の岸辺に兵器庫が建設された。現在、陸地となった内湾にはユダヤ教徒の居住区が置かれている。町の正門であるアブー・ハジャ門を初めとして、市街地内の道の中央、脇道の入り口に多くの門が建てられている点に町の特徴がある。
大モスクの裏側にはサレの守護聖人であるシーディー・アブドゥッラー・ブン・ハサンの廟が建立され、祭日には多くの参拝客で賑わう。サレの海賊や冒険者はアブドゥッラー・ブン・ハサン廟を詣でて、航海の安全を祈願したと言われる。また、大モスクには1341年にマリーン朝のアブー・アルハサン・アリーによって建設されたマドラサ（神学校）が隣接しており、建物の芸術性は高く評価されている。アブドゥッラー・ブン・ハサン廟以外に、シーディー・アハメッド・ハッジ廟やシーディー・アハメッド・ブン・アシール廟などの聖者（スーフィー）にまつわる建築物が町に多く存在する。アハメッド・ブン・アシール廟には、精神病の治癒を祈願する参拝客が多く訪れる。
1260年にカスティーリャ王国のアルフォンソ10世によってサレの城壁は破壊され、再度の攻撃に備えて新たに建設された城壁が町を取り囲んでいる。城壁を再建したマリーン朝の王アブー・ユースフ・ヤアクーブは、その内側にマドラサやザーウィヤ（修行者のための修養所）を建設した。

## 交通

### 空港
- ラバト＝サレ空港

### 鉄道
- サレ・ヴィル駅（フランス語版）
- サレ・タブリクト駅（フランス語版）

### 路面電車
- ラバト＝サレ市電